# Dryas iulia
Dryas iulia là một loài bướm, đại diện duy nhất của chi bướm Dryas. Loài bướm này có nguồn gốc từ Brazil tới miền nam Texas và Florida, và vào mùa hè đôi khi có thể được tìm thấy xa về phía bắc đông Nebraska. Hơn 15 phân loài đã được miêu tả.
Sải cánh dài của loài bướm này đai khoảng 82–92 mm, và có màu cam (nhạt hơn trong các mẫu bướm đực) với những mảng màu đen; loài này là hơi khó chịu cho các loài chim và thuộc về tổ hợp bắt chước kiểu Bates "màu da cam".

## Phân loài
Xếp theo alphabet.
- D. i. alcionea (Cramer, 1779) – (Surinam, Bolivia, Brazil)
- D. i. carteri (Riley, 1926) – (Bahamas)
- D. i. delila (Fabricius, 1775) – (Jamaica)
- D. i. dominicana (Hall, 1917) – (Dominica)
- D. i. framptoni (Riley, 1926) – (St. Vincent)
- D. i. fucatus (Boddaert, 1783) – (Dominican Republic)
- D. i. iulia (Fabricius, 1775) – (Puerto Rico)
- D. i. lucia (Riley, 1926) – (St. Lucia)
- D. i. largo Clench, 1975 – (Florida)
- D. i. martinica Enrico & Pinchon, 1969 – (Martinique)
- D. i. moderata (Riley, 1926) – (Mexico, Honduras, Ecuador)
- D. i. nudeola (Bates, 1934) – (Cuba)
- D. i. warneri (Hall, 1936) – (St. Kitts)
- D. i. zoe Miller & Steinhauser, 1992 – (Cayman Islands)[3]

## Hình ảnh

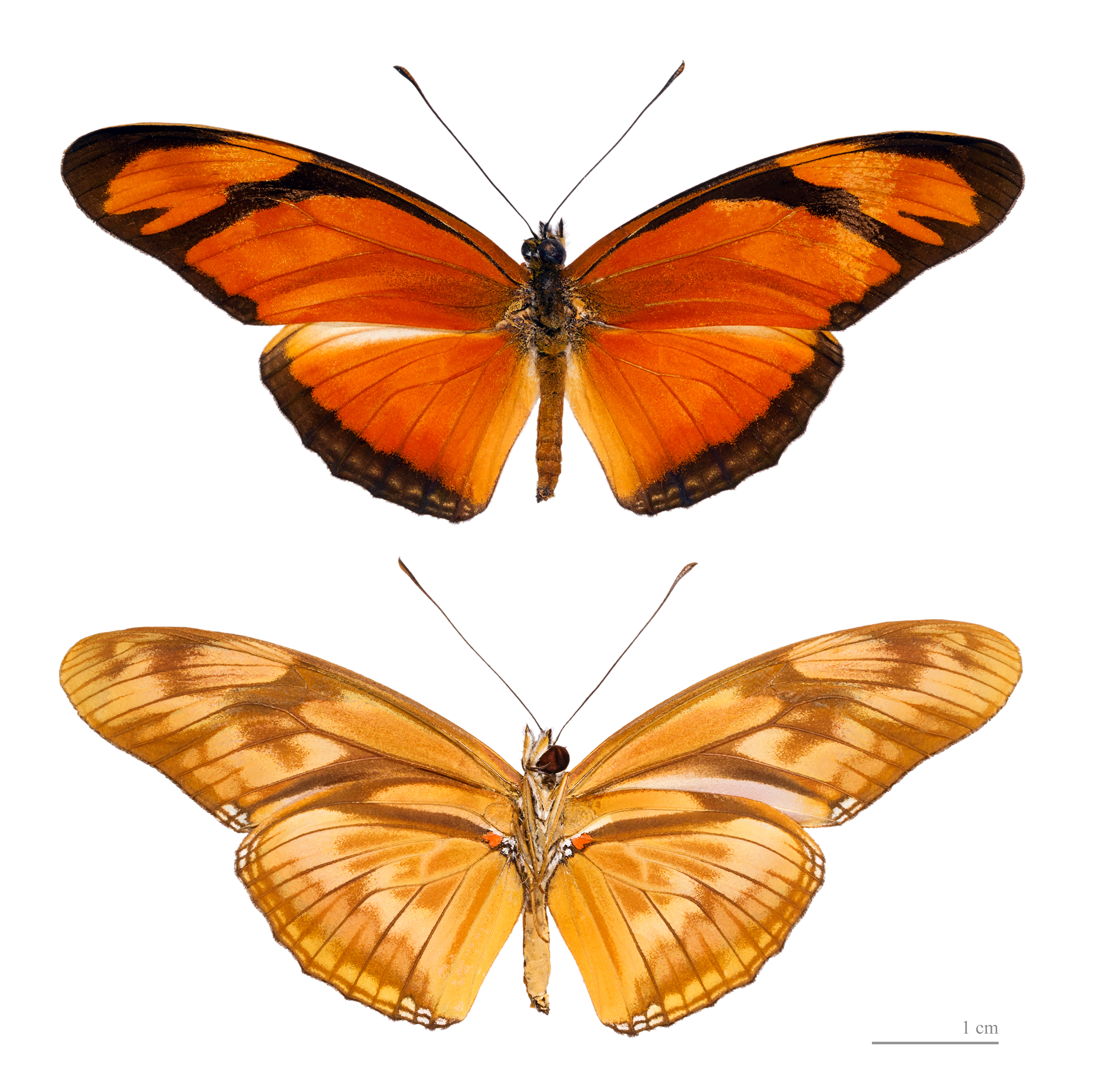
Dryas iulia alcionea MHNT
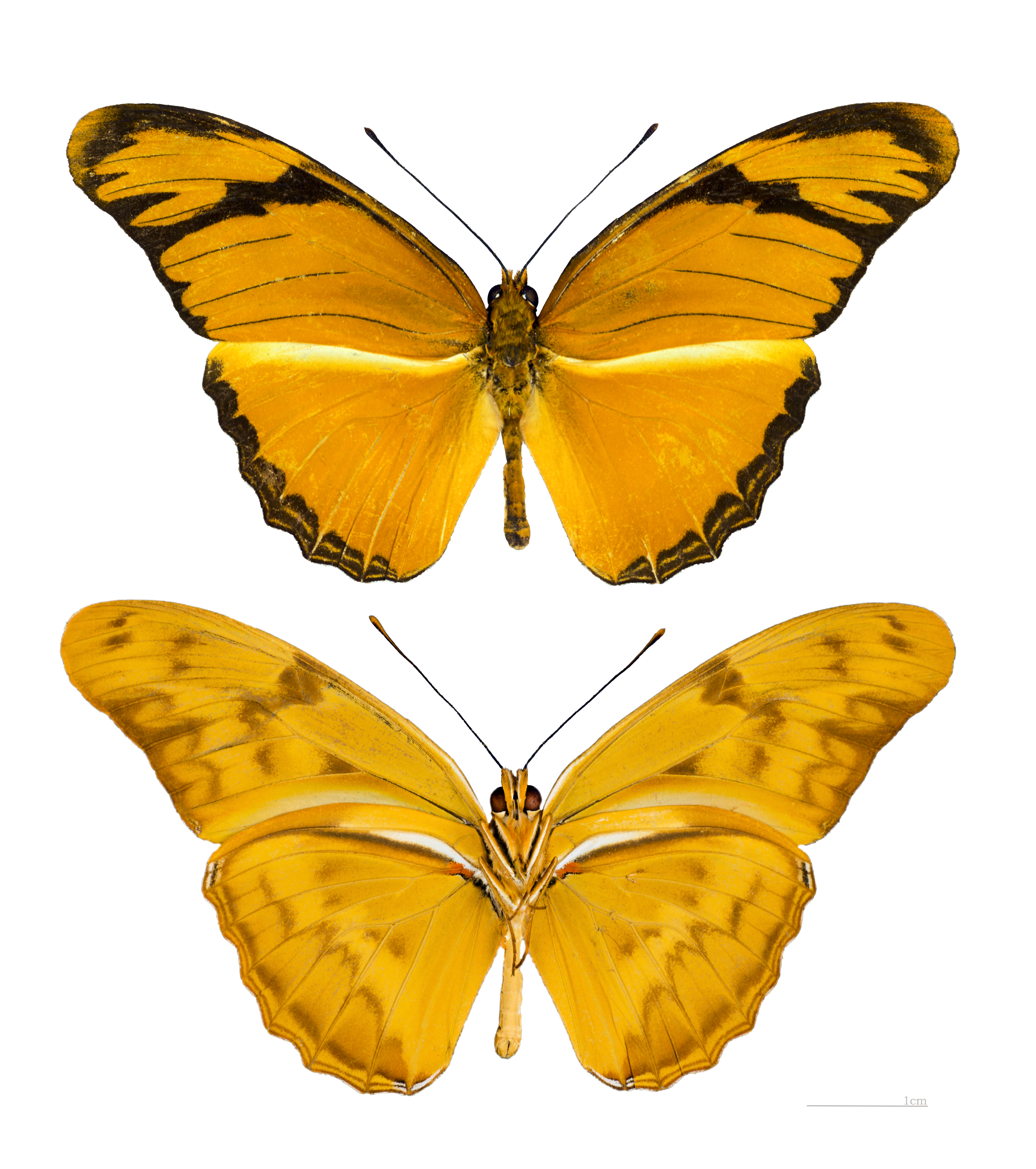
Dryas iulia dominicana MHNT
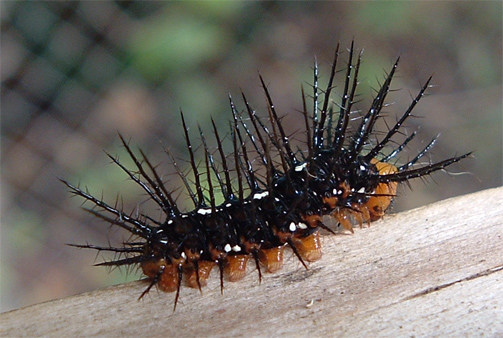
Caterpillar
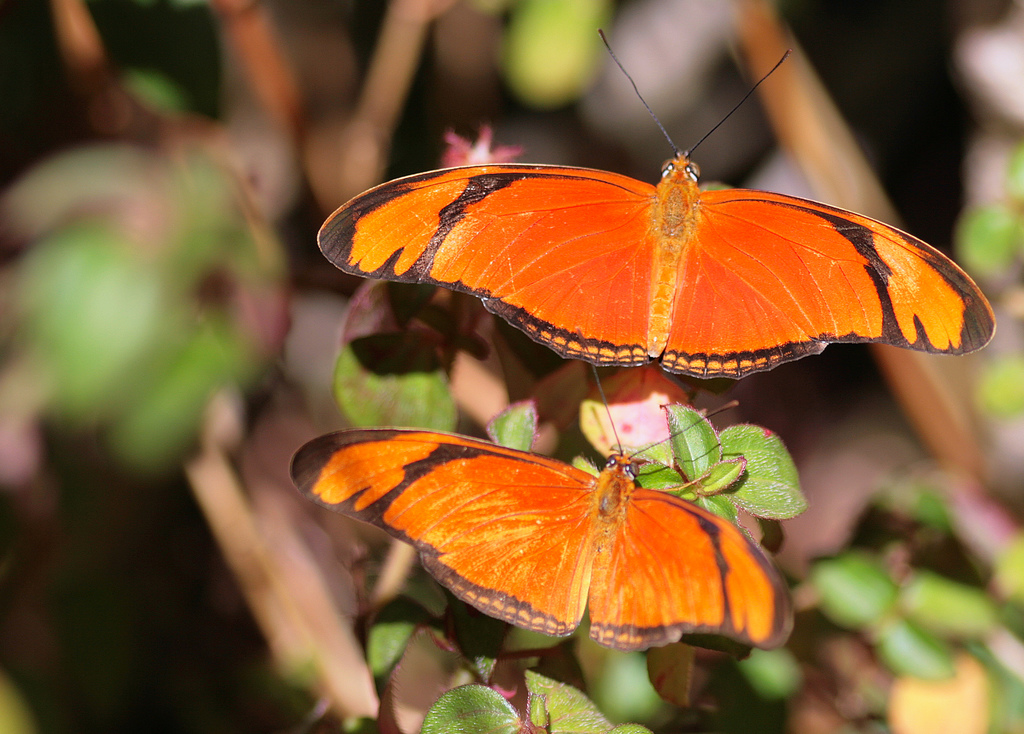
D. i. alcionea Brazil
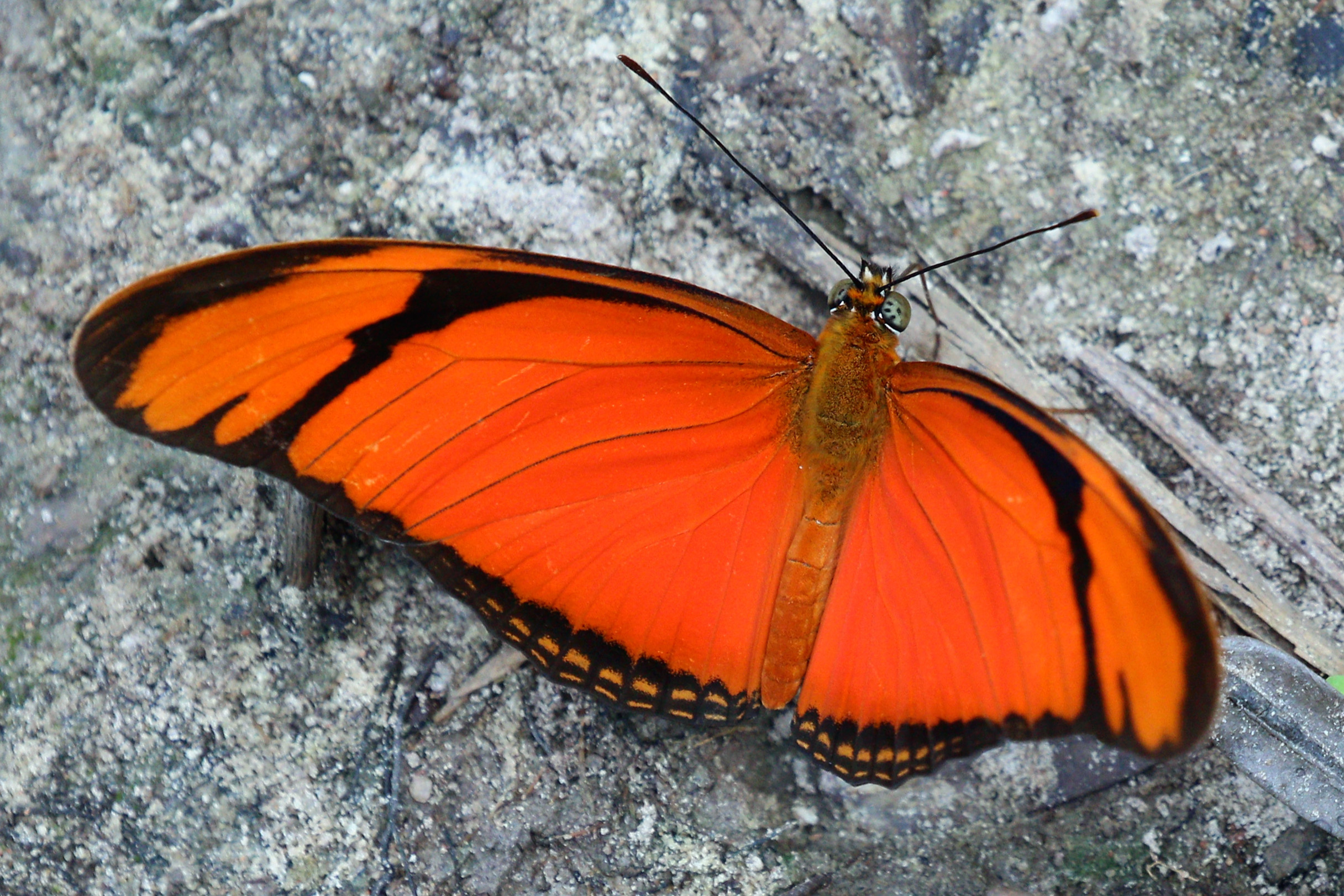
D. i. alcionea Brazil
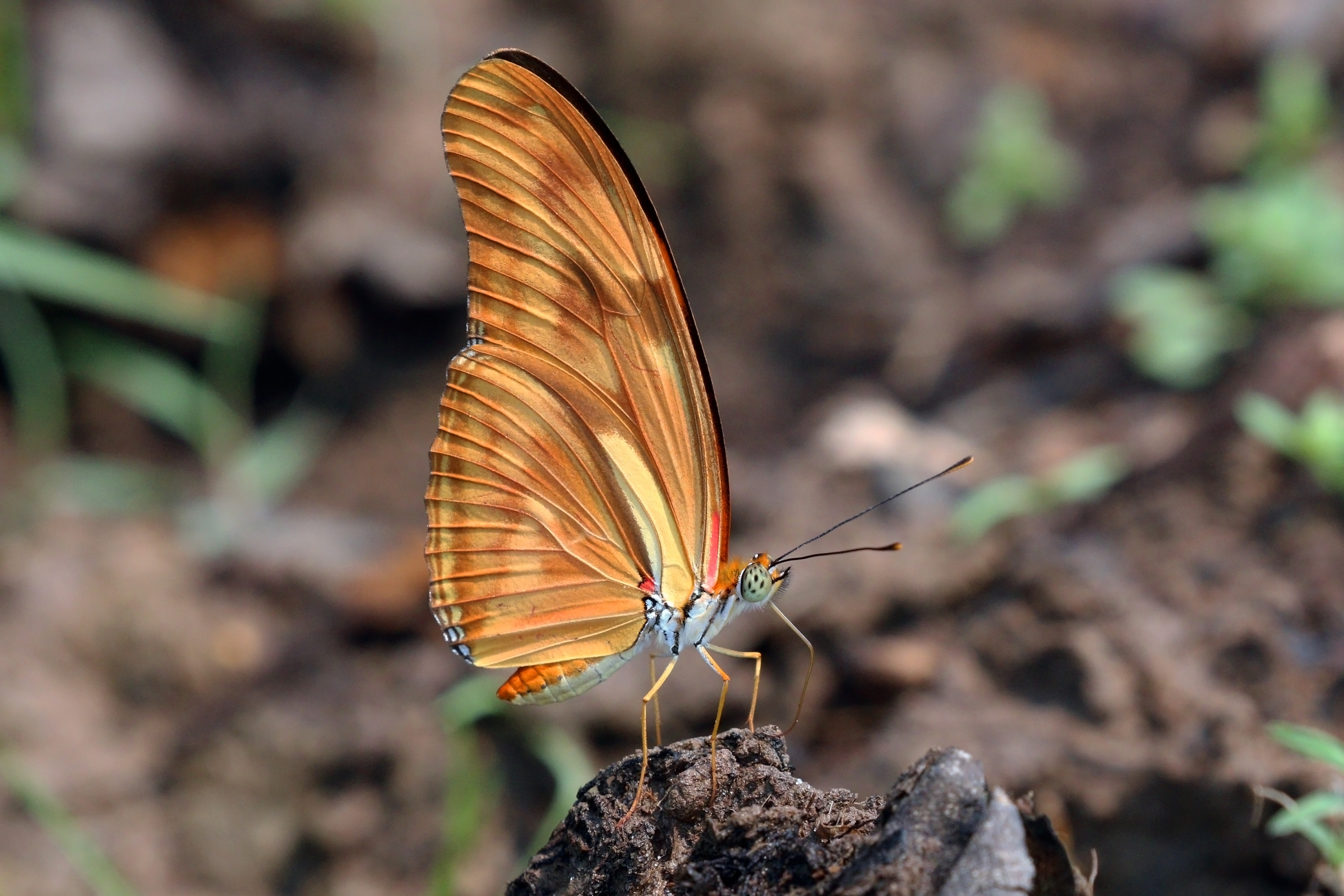
D. i. alcionea Brazil
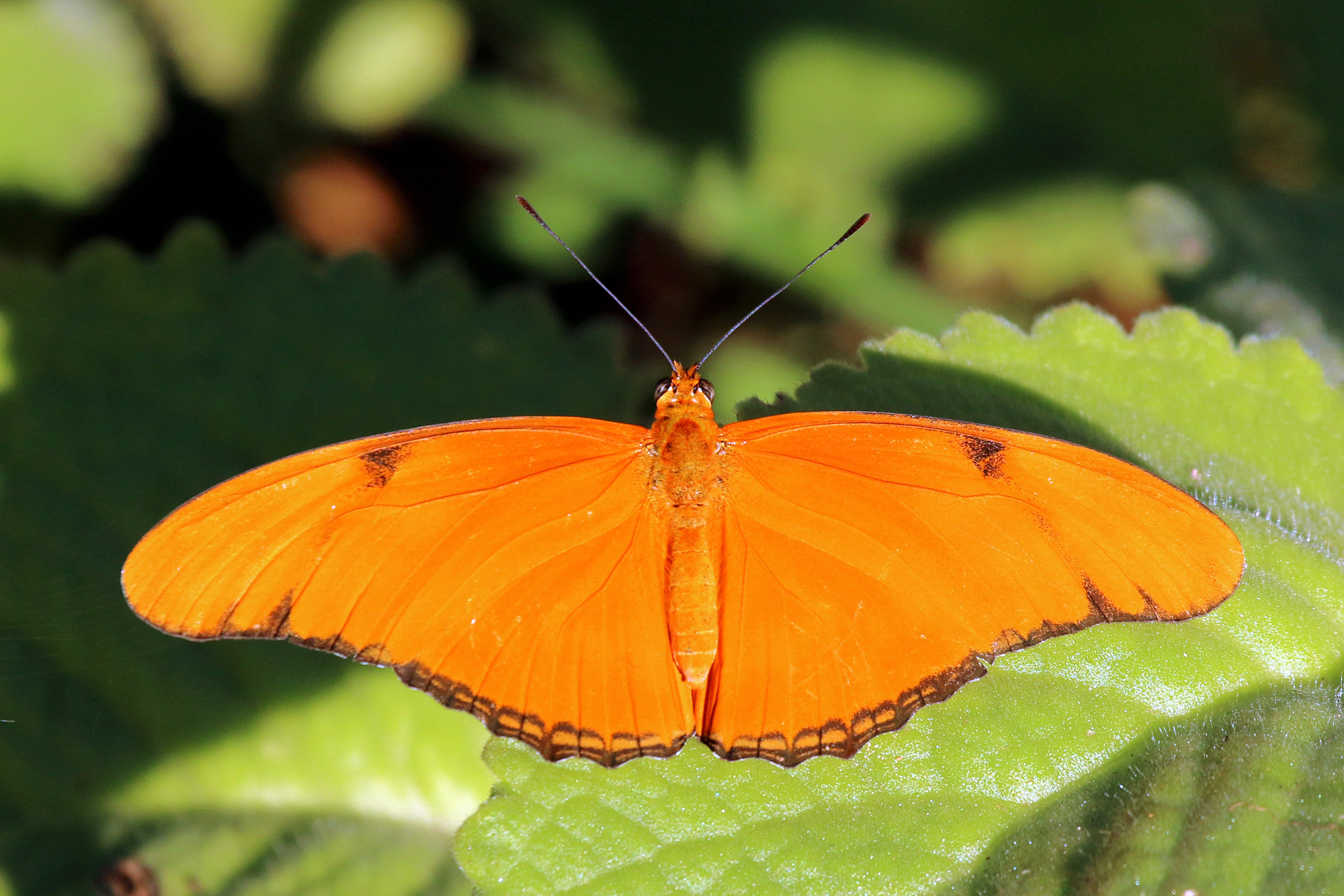
D. i. delila female, Jamaica
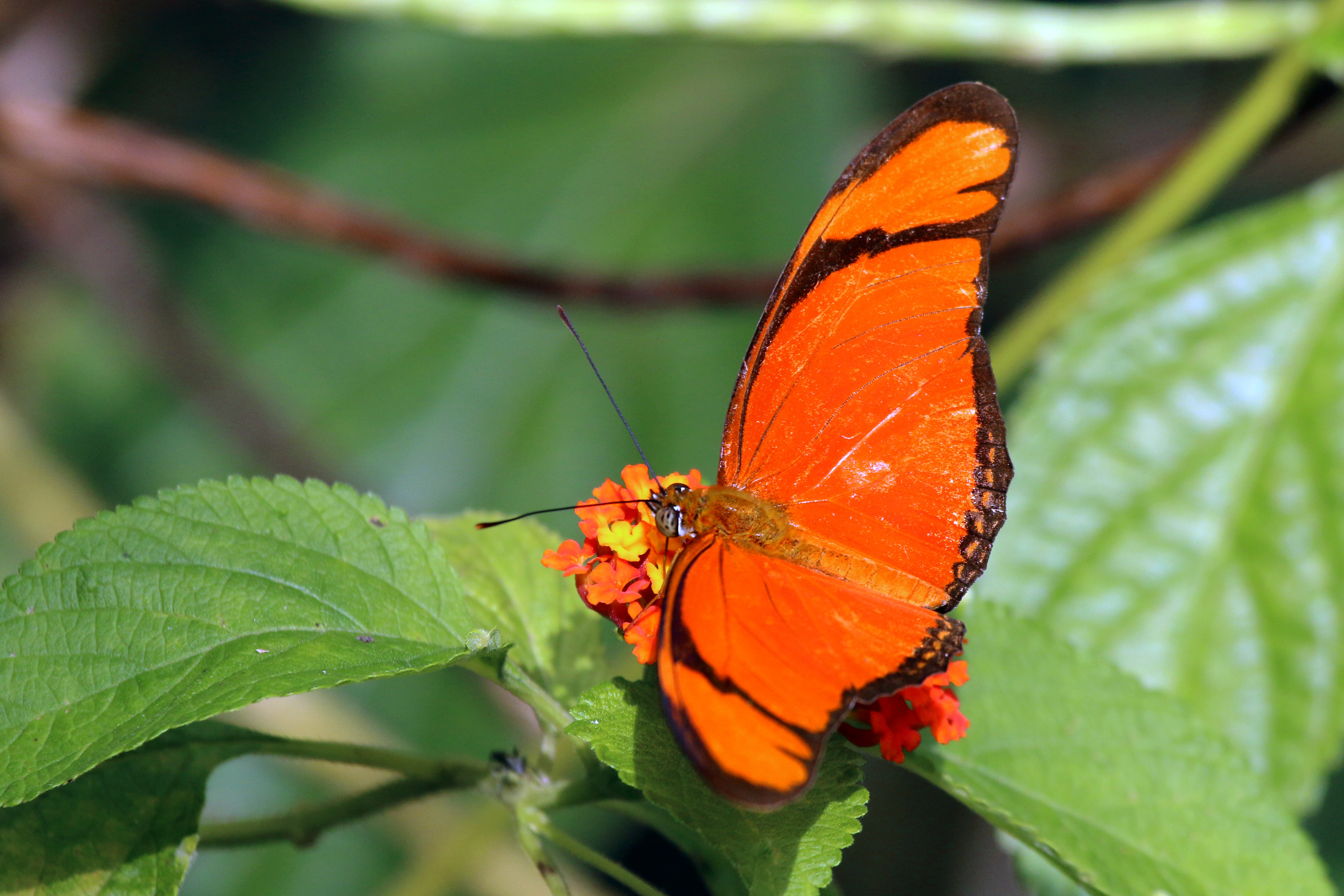
D. i. iulia male, Trinidad
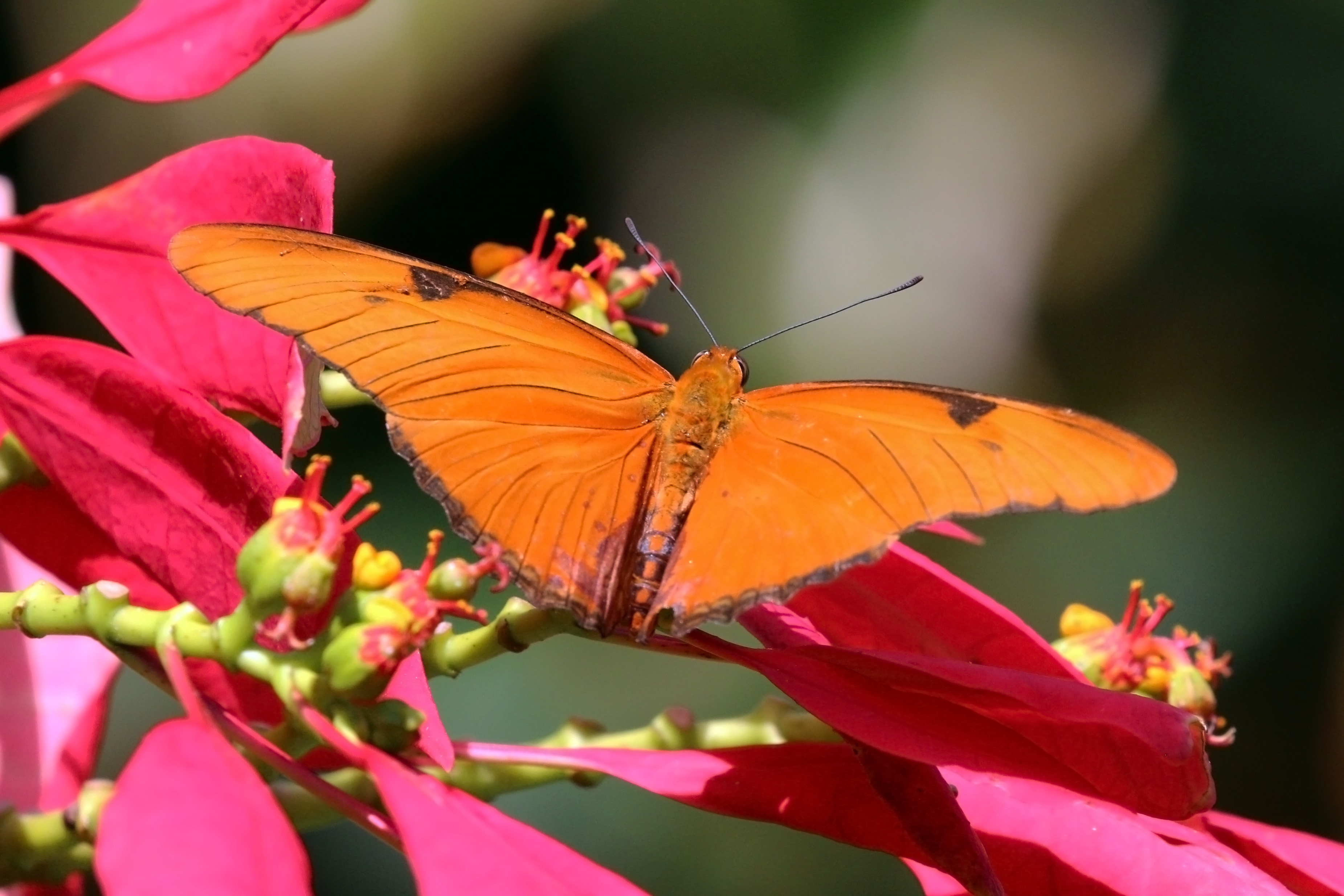
D. i. zoe male, Grand Cayman
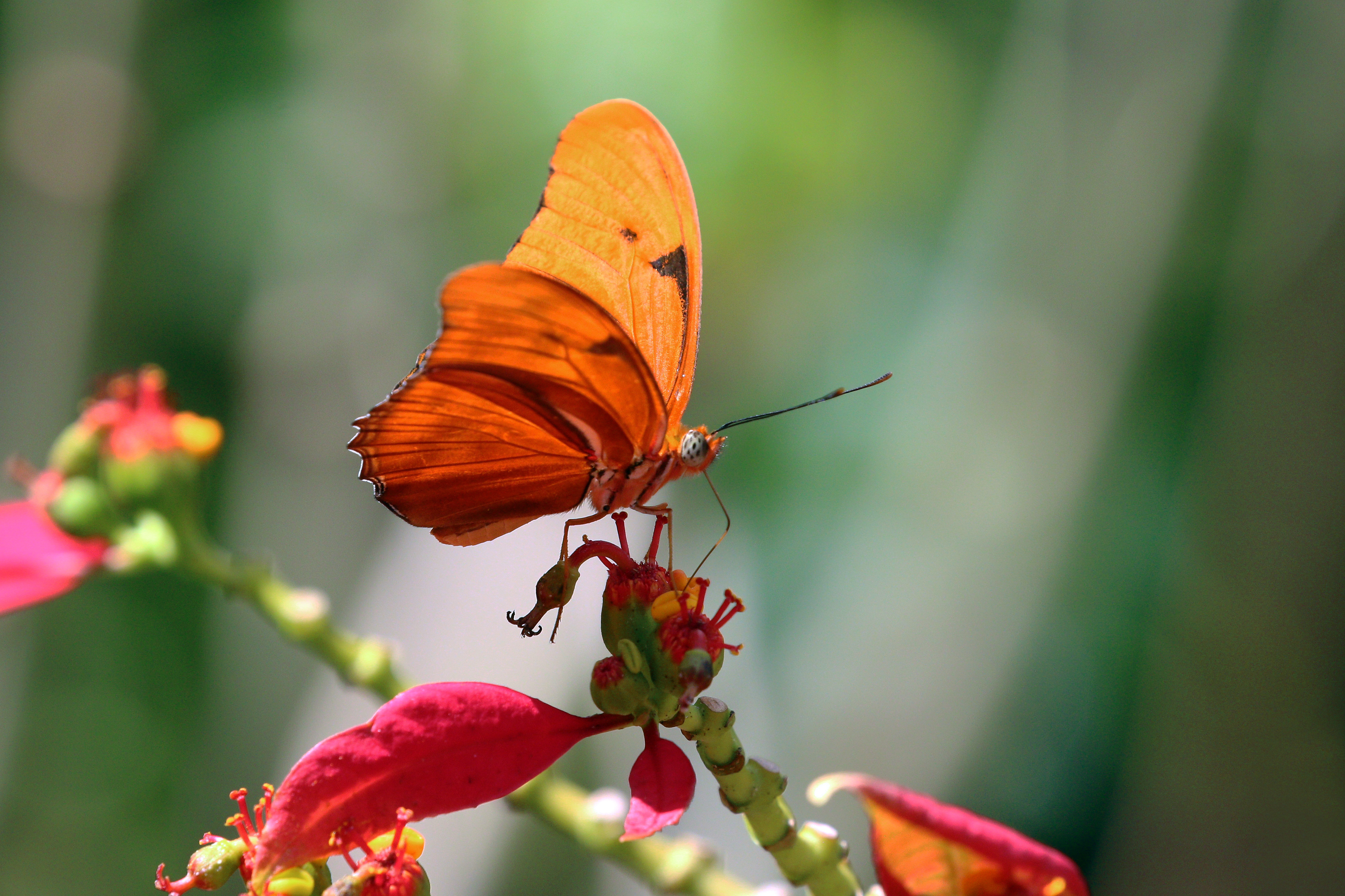
D. i. zoe male, Grand Cayman
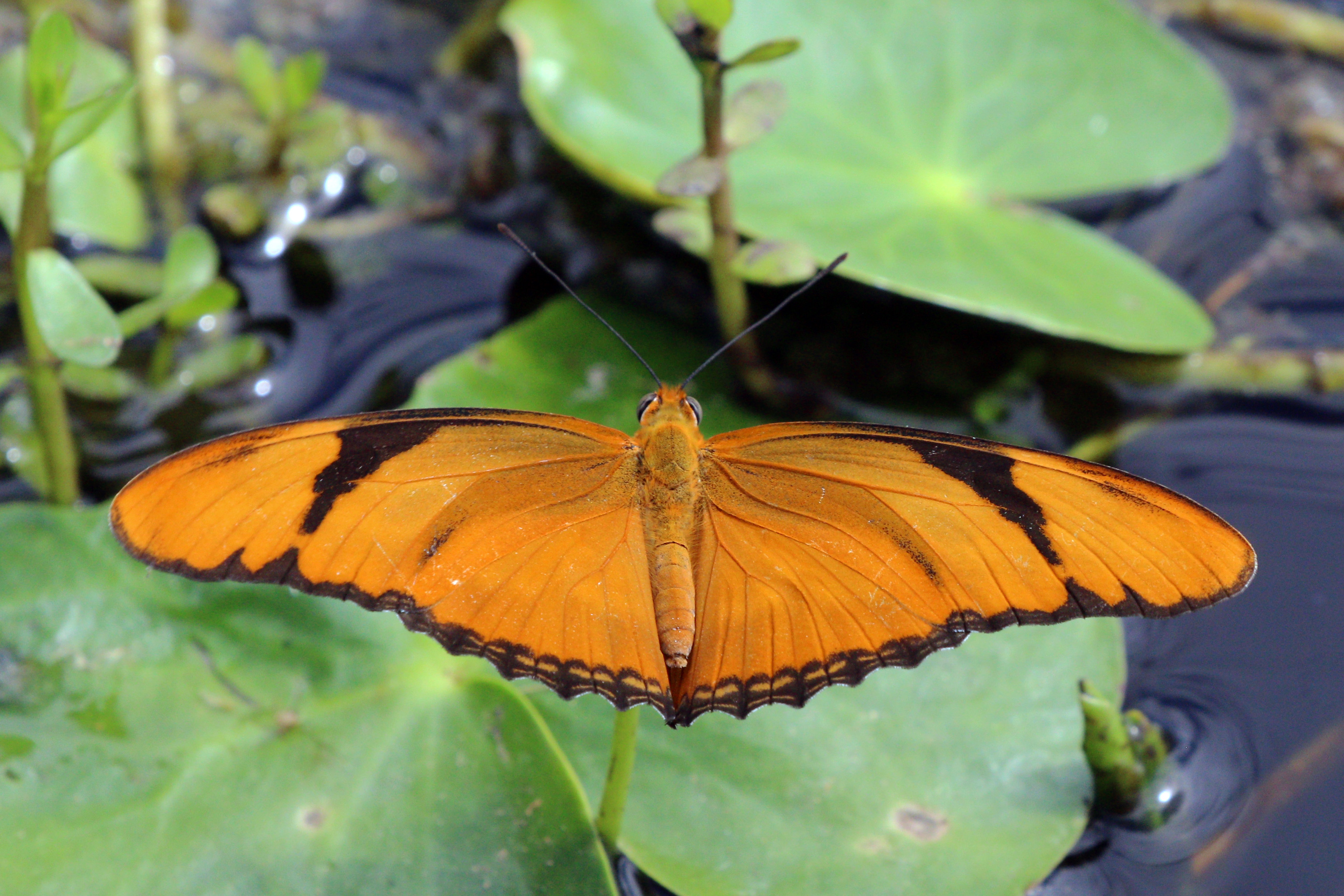
D. i. zoe female, Grand Cayman
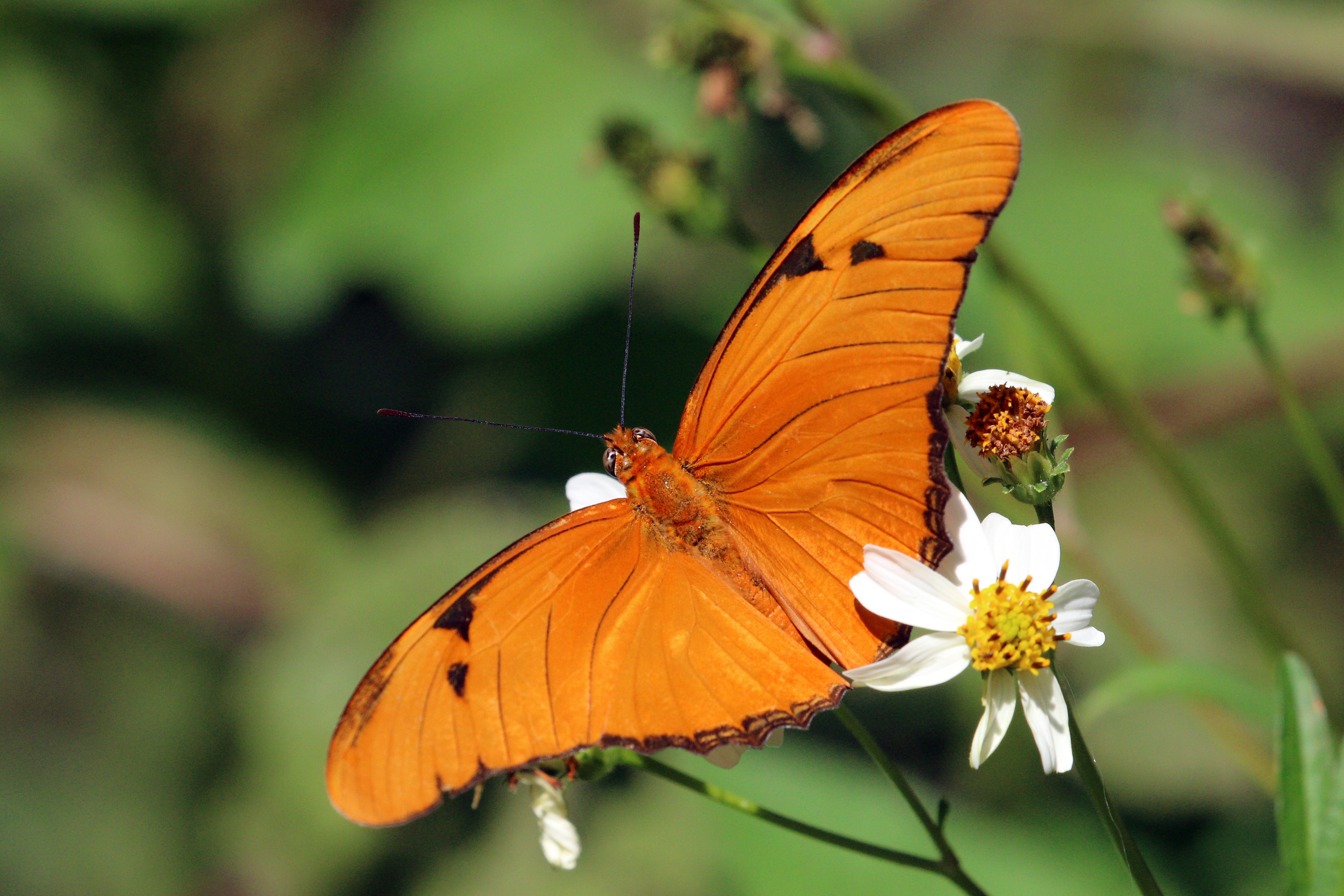
D. i. nudeola male, Cuba
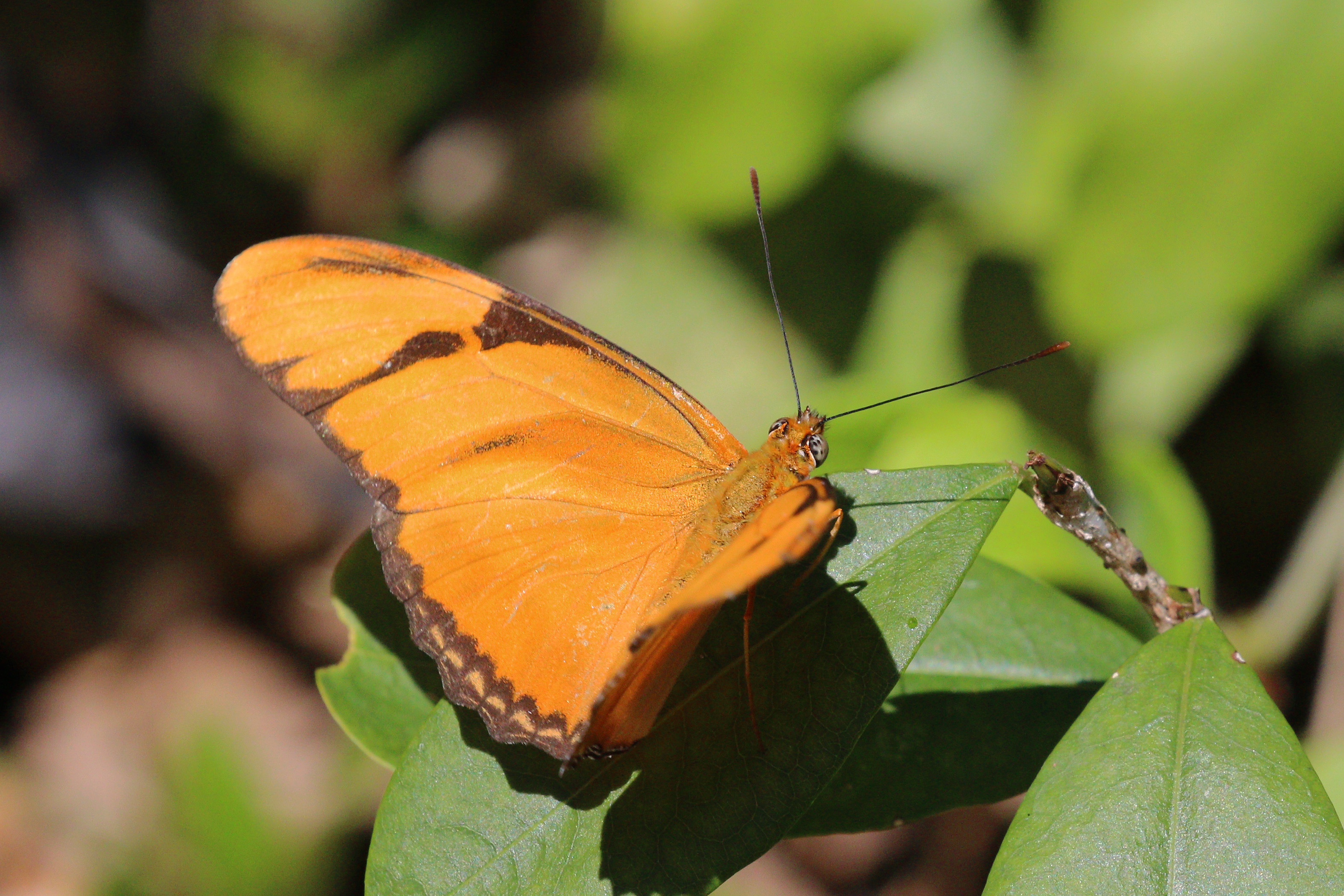
D. i. nudeola female, Cuba